# 蘇利南全國四十強榜
蘇利南全國四十強榜（英語：Nationale Top 40 Suriname）是Natio40 Foundation（Stichting Natio40）於2013年成立的蘇利南音樂排行榜，Kenny B是該榜成績最成功的歌手，截至2019年3月，Kenny B累積獲得11次冠軍。

## 外部連結
- 官方网站